# Glastonbury (Connecticut)
Pour les articles homonymes, voir Glastonbury (homonymie).
Glastonbury est une ville située dans le comté de Hartford, dans l'État du Connecticut aux États-Unis. Lors du recensement de 2010, Glastonbury avait une population totale de 34 427 habitants.

## Géographie
Selon le Bureau du Recensement des États-Unis, la superficie de la ville est de 52,19 milles carrés (135,17 km2), dont 51,27 milles carrés (132,79 km2) de terres et 0,92 milles carrés (2,38 km2) de plans d'eau soit 1,76 %.

## Histoire
Glastonbury devient une municipalité en 1692. Jusqu'alors appelée Naubuc, la ville prend le nom de Glassenbury dans l'espoir d'attirer un prêtre. L'orthographe Glastonbury ne s'impose qu'en 1870.

## Démographie
D'après le recensement de 2000, il y avait 31 876 habitants, 12 257 ménages, et 8 984 familles dans la ville. La densité de population était de 239,6 hab/km2. Il y avait 12 614 maisons avec une densité de 94,8 maisons/km2. La décomposition ethnique de la population était : 93,10 % blancs ; 1,53 % noirs ; 0,15 % amérindiens ; 3,40 % asiatiques ; 0,01 % natifs des îles du Pacifique ; 0,91 % des autres races ; 0,89 % de deux ou plus races. 2,51 % de la population était hispanique ou Latino de n'importe quelle race.
Il y avait 12 257 ménages, dont 37,1 % avaient des enfants de moins de 18 ans, 63,7 % étaient des couples mariés, 7,5 % avaient une femme qui était parent isolé, et 26,7 % étaient des ménages non-familiaux. 22,6 % des ménages étaient constitués de personnes seules et 8,8 % de personnes seules de 65 ans ou plus. Le ménage moyen comportait 2,57 personnes et la famille moyenne avait 3,06 personnes.
Dans la ville la pyramide des âges était 26,8 % en dessous de 18 ans, 4,1 % de 18 à 24, 29,0 % de 25 à 44, 27,4 % de 45 à 64, et 12,7 % qui avaient 65 ans ou plus. L'âge médian était 40 ans. Pour 100 femmes, il y avait 90,1 hommes. Pour 100 femmes de 18 ans ou plus, il y avait 86,5 hommes.
Le revenu médian par ménage de la ville était 80 660 dollars US, et le revenu médian par famille était $94 978. Les hommes avaient un revenu médian de $68 083 contre $43 810 pour les femmes. Le revenu par habitant de la ville était $40 820. 2,1 % des habitants et 1,5 % des familles vivaient sous le seuil de pauvreté. 1,8 % des personnes de moins de 18 ans et 4,6 % des personnes de plus de 65 ans vivaient sous le seuil de pauvreté.
| 1820  | 1840  | 1850  | 1860  | 1870  | 1880  |
| ----- | ----- | ----- | ----- | ----- | ----- |
| 3 114 | 3 007 | 3 390 | 3 363 | 3 560 | 3 580 |

| 1890  | 1900  | 1910  | 1920  | 1930  | 1940  |
| ----- | ----- | ----- | ----- | ----- | ----- |
| 3 457 | 4 260 | 4 796 | 5 592 | 5 783 | 6 632 |

| 1950  | 1960   | 1970   | 1980   | 1990   | 2000   |
| ----- | ------ | ------ | ------ | ------ | ------ |
| 8 818 | 14 497 | 20 651 | 24 327 | 27 901 | 31 876 |

| 2010   | - | - | - | - | - |
| ------ | - | - | - | - | - |
| 34 427 | - | - | - | - | - |